# Macdonald Carey
Macdonald Carey (nascut Edward Macdonald Carey, Sioux City, Iowa, 15 de març de 1913 − Beverly Hills, Califòrnia, 21 de març de 1994) va ser un actor estatunidenc.

## Biografia
Comença la seva carrera a la ràdio. Després d'un breu pas per Broadway, debuta a Hollywood en la pel·lícula d'Anthony Mann, Dr. Broadway. Després de 1958, s'orienta cap a la televisió.
D'altra banda, escriu diversos llibres de poesia i publica, el 1991, la seva autobiografia, en què no evita assenyalar la seva addició a l'alcohol.
La seva filla Lynn Carey és membre del grup Mama Leo.

## Filmografia
Filmografia:

### Cinema
- 1942: Dr. Broadway, d'Anthony Mann: Dr. Timothy Kane/Dr. Broadway
- 1942: Take a Letter, Darling, de Mitchell Leisen: Jonathan Caldwell
- 1942: Wake Island, de John Farrow: tinent Bruce Cameron
- 1942: Star Spangled Rhythm, de George Marshall: Louie
- 1943: Salute For Three, de Ralph Murphy: Sergent Buzz McAllister
- 1943: Shadow of a Doubt, d'Alfred Hitchcock: Jack Graham
- 1947: Suddenly, It's Spring, de Mitchell Leisen: Jack Lindsay
- 1947: La noia de varietats (Variety Girl), de George Marshall: MacDonald Carey
- 1948: Hazard, de George Marshall: J. D. Storm
- 1948: Dream Girl, de Mitchell Leisen: Clark Redfield
- 1949: Song of Surrender, de Mitchell Leisen: Bruce Eldridge
- 1949: El gran Gatsby (The Great Gatsby), d'Elliott Nugent: Nicholas Carraway
- 1949: Bride of Vengeance, de Mitchell Leisen: Cesare Borgia
- 1949: Streets of Laredo, de Leslie Fenton: Lorn Reming
- 1950: South Sea Sinner, de H. Bruce Humberstone: "Jake" Davis
- 1950: La vall del coure (Copper Canyon), de John Farrow: diputat Lane Travis
- 1950: The Lawless, de Joseph Losey: Larry Wilder
- 1950: Comanche Territory, de George Sherman: James Bowie
- 1950: Mystery Submarine, de Douglas Sirk: Dr. Brett Young
- 1951: Excuse Me Dust, de Roy Rowland: Cyrus Random Jr.
- 1951: Meet Me After the Show, de Richard Sale: Jeff Ames
- 1951: Let's Make It Legal, de Richard Sale: Hugh Alsworth
- 1951: Cave of Outlaws, de William Castle: Pete Carver
- 1951: The Great Missouri Raid de Gordon Douglas: Jesse James
- 1952: My Wife's Best Friend de Richard Sale: George Mason
- 1953: Count the Hours de Don Siegel: Doug Madison
- 1953: Hannah Lee: An American Primitive de Lee Garmes i John Ireland: Bus Crow
- 1954: Foc sobre Àfrica (Malaga) de Richard Sale: Val Logan
- 1956: Stranger at My Door de William Witney: Hollis Jarret
- 1956: Odongo de John Gilling: Steve Stratton
- 1958: Man or Gun d'Albert C. Gannaway: "Maybe" Smith/Scott Yancey
- 1959: The Redeemer de Joseph Breen i Fernando Palacios: Jesucrist (veu)
- 1959: Blue-jeans de Philip Dunne: Maj. Malcolm Bartley
- 1962: Stranglehold de Lawrence Huntington: Bill Morrison
- 1963: Aquests són els condemnats (The Damned), de Joseph Losey: Simon Wells
- 1963: Tammy and the Doctor, de Harry Keller: Dr. Wayne Bentley
- 1977: Foes de John Coats: McCarey
- 1977: End of the World de John Hayes: John Davis
- 1980: American Gigolo de Paul Schrader: un actor de Hollywood
- 1984: Access Code de Mark Sobel: senador Williams
- 1987: It's Alive III: Island of the Alive de Larry Cohen: jutge Watson

### Televisió
- 1950 - 1958: Studio One (sèrie TV): Lenny Byrnes
- 1955: Stage 7 (sèrie TV): Philippo/Jim Blandings
- 1955: Hour of Repartiment (sèrie TV): Fred Gailey
- 1955 - 1956: Climax! (sèrie TV): John Benson/Tom Ditmar/Allen Moore/Harry Belgard
- 1956: Screen Directors Playhouse (sèrie TV): Gil Foster/William Tyler
- 1956 - 1957: Dr. Christian (sèrie TV): Dr. Mark Christian
- 1956 i 1961: The United States Steel Hour (sèrie TV): Jim/Bill Dulaney
- 1957: On Trial (sèrie TV): Mike
- 1957-1958: Suspicion (sèrie TV): Jeremiah Taylor/Ben Forbes
- 1958: Zane Grey Theater (sèrie TV): xèrif Tom Baker
- 1958: Playhouse 90 (sèrie TV): Alexander Lamar
- 1958: Wagon Train (sèrie TV): Bill Tawnee
- 1958: Pursuit (sèrie TV): Harry Taback
- 1958: Target (sèrie TV): Herb Maris/Herbert L. Maris
- 1959: Rawhide (sèrie TV): frère Bent
- 1959: The DuPont Show of the Month (sèrie TV): Kenny
- 1959: Alfred Hitchcock presents (sèrie TV): professor
- 1959 - 1961: Lock Up (sèrie TV): Herbert L. Maris
- 1960: Moment of Fear (sèrie TV): Jim Mellanby
- 1961: Thriller (sèrie TV): Hector Vane
- 1962: Insight (sèrie TV): James Madison
- 1962: Target: The Corruptors (sèrie TV): jutge Andrew Leroy
- 1962: Checkmate (sèrie TV): Frederic Haley
- 1962: Suspicion (sèrie TV): John Mitchell
- 1963: The Dick Powell Show (sèrie TV): lloctinent Duff Peterson
- 1963: Mr. Novak (sèrie TV): Mr. Edwards
- 1963 - 1965: Burke's Law (sèrie TV): Ben Gardner/Burt Mason/Franklyn Warren/Waldo Nicely
- 1964: Arrest and Trial (sèrie TV): professor Marcus Kane
- 1964: The Outer Limits (sèrie TV): Roy Benjamin
- 1965: Daniel Boone (sèrie TV): Henry Pitcairn
- 1965: Branded (sèrie TV): Sen. Lansing
- 1965: Run for Your Life (sèrie TV): Joseph Appleton/Michael Allen
- 1965: Ben Casey (sèrie TV): George McFadden
- 1965 - 1993: Days of Our Lives (sèrie TV): Dr. Tom Horton
- 1966: Lassie (sèrie TV): L'advocat més gran
- 1967: Bewitched (sèrie TV): Joe Baxter
- 1972: Gidget Gets Married (TV) d'E. W. Swackhamer: Russ Lawrence
- 1973: The Magician (sèrie TV): Rich
- 1973: Ordeal (telefilm): Eliot Frost
- 1974: Owen Marshall, Counsuelor at Law (sèrie TV): Earl Ryder
- 1974, 1976 - 1977: Police Story (sèrie TV): Mr. Austin/Chef Blandings/capità Richard MacDonald
- 1975: Who Is the Black Dahlia?? (telefilm): capità Jack Donahoe
- 1976: McMillan & Wife (sèrie TV): Dr. Gunther
- 1977: Roots (sèrie TV): Ecuyer James
- 1978: The Hardy Boys/Nancy Drew Mysteries (sèrie TV): senador John Martin
- 1978: Summer of Fear (telefilm): professor Jarvis
- 1978: Switch (sèrie TV): Ray
- 1979: Buck Rogers (sèrie TV): Dr. Mallory
- 1979: The Rebels (telefilm): Dr. Church
- 1979 i 1981: Fantasy Island (sèrie TV): Hobart/Alfred Gerrard
- 1980: Condominium (telefilm): Dr. Arthur Castor
- 1980: The Girl, the Gold Watch & Everything (telefilm): Mr. Walton Grumby
- 1980: Top of the Hill (telefilm): Mitchell
- 1985: Finder of Lost Loves (sèrie TV): Norman Prentice
- 1986 - 1987: Murder She Wrote (sèrie TV): Oscar Ramsey/Dr. Lynch
- 1992: A Message from Holly (telefilm): jutge Caulfield

## Premis i nominacions
Nominacions
- 1968: Primetime Emmy a la millor sèrie per Days of Our Lives
- 1973: Primetime Emmy a la millor sèrie per Days of Our Lives